# Pepe Parada
Juan Alberto Parada (Buenos Aires, 15 de enero de 1937 - Buenos Aires, 14 de febrero de 2003) conocido por su apodo Pepe fue un productor teatral, representante artístico, empresario y actor argentino de grandes éxitos en cine, teatro y televisión.

## Biografía
Nacido y criado en el barrio de San Cristóbal (Buenos Aires), Parada fue un actor ocasional y un profesional a la hora de representar y producir a grandes celebridades principalmente en la década de 1970. Era el hermano mayor del actor Emilio Disi, quien iba visitarlo al teatro y se inspiró en su carrera como humorista. Era hijo de padres españoles José Luis Parada y Pura Yáñez, un empleado municipal y un ama de casa que además era "cocinera, lavandera y modista. Se crio junto con Disi y sus dos hermanas Susana y Sara Parada.
Fue un orgulloso peronista y fanático del Racing Club de Avellaneda y del boxeo (a tal punto que Tito Lectoure lo había bautizado "el Don King" argentino). A los 15 años había formado su propia banda llamada Los locos del rock and roll.

## Carrera
Juan Alberto "pepe" Parada, comenzó su carrera en el Teatro Nacional donde fue contratado por un año. Cuando estaba por vencer su contrato le pidió a Carlos A. Petit que quería seguir como actor cómico. Por ello le hacen una prueba en la que lo vieron Adolfo Stray, Pepe Arias, Tato Bores, Pipo Iturraspe y el mismo Petit, la cual aprobó y fue aceptado como el nuevo humorista del teatro.
Trabajó como representante de figuras como Alberto Olmedo, Jorge Porcel, Susana Giménez y Moria Casán. Un cuarteto de lujo de la década del setenta. También Adrián Martel, Guillermo Coppola, Violeta Rivas y Néstor Fabián, Raúl Taibo, Amalia "Yuyito" González, Jorge Pérez Evelyn, Adriana Brodsky, Alberto Closas, Osvaldo Sabatini y Emilio Disi.
Fue un gran amigo del conductor Cacho Fontana, la actriz María Concepción César, el periodista Fernando Bravo, Jorge Rial y la ex vedette y animadora Carmen Barbieri, Jorge Jacobson, el humorista Santiago Bal, Beatriz Salomón, Ante Garmaz, Rolo Puente, Baby Etchecopar, Luisa Albinoni y el expresidente Carlos Menem.
Trabajó como productor mánager en el recordado Juan Moreira de 1973 dirigida por Leonardo Favio y protagonizada por Rodolfo Bebán.

### Televisión
Fue un gran productor de televisión de programas tales como Basta para mí de 1990 conducido por Hugo Sofovich junto a Beatriz Salomón, Susana Roccasalvo, Esteban Mellino y Marcela Ortiz, Rompeportones de 1998 (producto que lo pudo llevar al exterior), Siempre Sábado conducido por Hernán Caire, entre muchos otros. También compartió su labor en Canal Tv junto al actor Carlitos Scazziotta.
En lo que se refiere a lo actoral tuvo pequeñas participaciones en televisión y en biografías de famosos. Actuó en la telenovela de 1997 titulada Lo dijo papá emitido por Canal 9 y protagonizado por Silvia Kutika, Carina Zampini, Belén Blanco y Norman Brisky. En enero del 2001 fue invitado al programa La noche de Moria.

### Teatro
Como actor en teatro se destacó en las obras:
- 1960: Todo bicho que conintes... va a parar al Otamendi!!! junto a José Marrone, Juanita Martínez, Tito Lusiardo, Don Pelele y Alfredo Barbieri. En el teatro Maipo.
- 1960: Hay que cambiar los botones..!
- 1960: El dolce veto, con Alicia Márquez, Vicente Rubino, Beba Bidart y Ámbar La Fox
- 1961: Lo que no se ve en TV, se ve en el Maipo, con Pepe Arias, Vicente Rubino, Alfredo Barbieri y Dorita Burgos
- 1963: Y Buenos Aires... azul quedó!! en el T. Maipo junto a Adolfo Stray.
- 1963: Del 62... lo mejor! junto a Dringue Farías y A. Barbieri
- 1963: Presidente con cara de ángel se necesita
- 1997: Duro de parar, con Berugo Carámbula y libro de Hugo Sofovich.
- 1998: Chupame los huesitos, con María Fernanda Callejón y Paula Volpe, en el Tabarís.

Compartió escenario con Tato Bores y Marcos Caplán.
También fue un gran empresario teatral de numerosos teatros revisteriles ligados a la calle corrientes y en Mar del Plata como en el Teatro Maipo y el Teatro El Nacional compartiendo labor con Nélida Lobato. Trabajó como asistente de producción para la obra teatral de 1967, Contrastes en la pasarela, en el Teatro El Nacional, estelarizado por las vedettes Susana Brunetti y Zulma Faiad.
Haciendo honor a sus orígenes, empezó por traer a artistas españoles. Primero fue La Chunga, después vinieron Antonio Gades, Lola Flores y Carmen Sevilla.
También fue dueño del restaurante "El Corralón" donde trabajó por muchos años. Y se vinculó con el ambiente musical de la bailanta.

## Vida privada
Estuvo casado desde el 6 de diciembre de 1977 con la actriz Stella Maris Lanzani, separándose al poco tiempo. Luego se casó con la cantante Diana María con quien tuvo su único hijo José Luis, nacido en 1982. Su última pareja fue Adriana González.

## Fallecimiento
Pepe Parada falleció el viernes 14 de febrero del 2003 a las 2:30 víctima de un cáncer de próstata que lo aquejaba durante tres años, en la Clínica Mitre de la Ciudad Autónoma de Buenos Aires. Parada le tenía temor a los médicos y a los chequeos, cuando se animó a recurrir a uno ya era demasiado tarde ya que el cáncer se había diseminado a toda la zona pélvica y torácica. Sus restos fueron sepultados en el Panteón de la Asociación Argentina de Actores, en el Cementerio de la Chacarita.